# Тилкуслампи
Тилкуслампи — пресноводное озеро на территории Петровского сельского поселения Кондопожского района Республики Карелии.

## Общие сведения
Площадь озера — 1,4 км², площадь водосборного бассейна — 10,7 км². Располагается на высоте 148,0 метров над уровнем моря.
Котловина ледникового происхождения.
Форма озера продолговатая: оно более чем на два километра вытянуто с северо-запада на юго-восток. Берега несильно изрезанные, каменисто-песчаные, часто заболоченные.
Из юго-восточной оконечности озера вытекает безымянный водоток, впадающий в Риндозеро, которое протокой соединяется с озером Вендюрским, являющимся истоком реки Кулапдеги, впадающей в Сяпчозеро. Из Сяпчозера берёт начало река Сяпча, впадающая в озеро Торос. Из последнего вытекает протока Салми, впадающая в озеро Мярандуксу, откуда вытекает река Нурмис, впадающая в Линдозеро, через которое протекает река Суна.
В озере расположено не менее двух небольших безымянных островов, сосредоточенных возле берегов водоёма.
Рыба: щука, плотва, лещ, окунь, налим, ёрш.
Вдоль юго-западного берега озера проходит лесная дорога.
Населённые пункты вблизи водоёма отсутствуют.
Код объекта в государственном водном реестре — 01040100211102000018019.